# Cindy Sherman
Cindy Morris Sherman, född 19 januari 1954 i Glen Ridge, New Jersey, är en amerikansk fotograf och fotokonstnär. Hon är uppmärksammad för sina foton där hon undersöker och ifrågasätter fenomen som kvinnlighet, den manliga blicken sociala rollspel och sexuella stereotyper. Med sig själv som modell har hon skapat en rad bildserier där särskilt kvinnans villkor har undersökts.

## Biografi
Sherman växte upp på Long Island i delstaten New York. Hon började 1972 studera vid State University of New York i Buffalo, där hon hade måleri och senare fotografi som huvudämne. 1976 avlade hon examen vid lärosätet. Samtidigt flyttade hon till New York för att försöka sig på en yrkeskarriär som fotograf.

### Tidig karriär
Cindy Sherman har i sin fotokonst oftast med iscensatta och suggestiva foton, där hon själv är modell i olika roller. Därmed har dessa fungerat som spegelbilder av kvinnosynen i västerlandet. Bilderna presenterar själva grunden för kvinnors möjlighet att skapa sig en självbild och hur massmediernas kvinnoframställningar påverkar detta.
Shermans genombrott kom med en serie svartvita fotografier med titeln Untitled Film Stills (1977–1980), en produktion som hon inledde strax efter utexamineringen från universitetet. I fotosviten framträder Sherman i ett antal olika roller som kan påminna om film noir och med en tvetydig porträttering av kvinnor i rollen sexobjekt, och hon menar själv att bilderna handlar om att visa fram "det falska i rollspelet" samt en sorts förakt för "en dominant 'manlig' publik som felaktigt läser in bilderna som sexiga".
Genom att hon själv – om än sminkad och utklädd – känns igen på alla bilderna, gjorde hon det möjligt för åskådaren att se de kvinnotyper hon framställde som retoriska formler eller klichéer. I sin konst undersökte Sherman där den manliga blicken.
För Sherman blev fotografiet maskens moderna motsvarighet; den gav en möjlighet att visa allt av oss själva – utom en. Maskerande sina olika "jag" genom parodiska fotografiska scenarier gör hon åskådaren medveten om att dessa inte enbart är kvinnobilder utan tecken på skillnad, markörer eller negativa mönster för manlighet. Om kvinnor är så ironiska spelare av "det feminina" är det, påstod Sherman, på grund av att i ansträngningen att undvika manliga begrepp om kvinnlighet förblev deras sanna jag någon annanstans. Sherman såg det feminina i grunden som en maskerad utifrån manliga förväntningar.
Sherman inspirerades i sina Untitled Film Stills, till exempel #14, av sin barndoms Hollywoodfilmer och dessas kvinnliga stereotyper. Sherman ansåg sig inte vara intresserad av kamerans sanning utan de lögner den möjliggör.

### Senare karriär

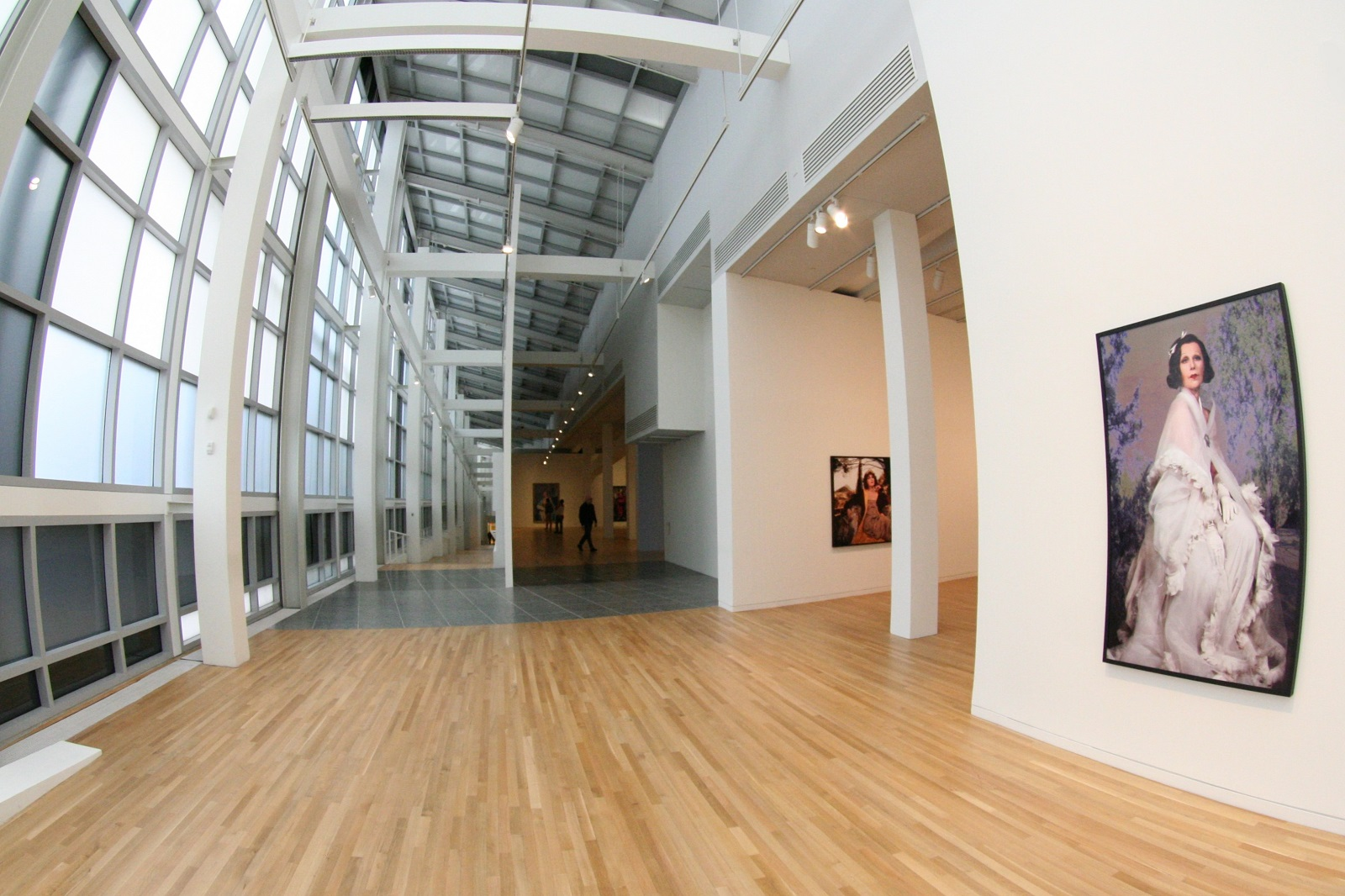
Wexner Center for the Arts i Columbus i Ohio, med ett fotografi av Cindy Sherman till höger.

Under 1980-talet övergick Sherman till färgfotografi och skapade, fortfarande med sig själv som modell, en serie bilder med ångest, apati och osäker sexualitet som motiv och där det amerikanska hemmet utgjorde bakgrund. Hon arbetade i större format och koncentrerade sig mer på ljus och ansiktsuttryck.
Senare har hon utforskat teman som aptit, illamående, sjukdom och våld. Bilderna under denna tid blev mindre tvetydiga, och de har sagts visa fram resultatet av samhällets acceptans av kvinnors stereotypa roller än utforskandet av dessa roller. Denna verksamhet fortsatte även efter millennieskiftet.
I en omfattande serie enorma färgfotografier har hon under åren omkring 1990 arbetat med iscensättningar av kända konsthistoriska tablåer. Senare under decenniet återgick hon till sitt ironiska kommenterande av klichéartade kvinnliga identiteter, inklusive med skyltdockor i fotografierna.
2000 visades en stor retrospektiv utställning av Shermans verk både på Museum of Contemporary Art i Chicaco och Museum of Contemporary Art i Los Angeles. 2012 kom en ny retrospektiv utställning, denna gång presenterad på MoMA i New York. 2019 kom ytterligare en retrospektiv, nu på National Portrait Galleri i London.

### I andra medier
År 1991 kom hennes fotobok Cindy Sherman. År 1997 gjorde hon debut som långfilmsregissör via Office Killer.
2017 väckte Sherman stor uppmärksamhet, när hon gjorde sitt privata Instagram-konto offentligt. På kontot publicerade hon ofta groteska självporträtt, vilket jämfördes med den omfattande användningen av filter bland många av plattformens användare.

## Betydelse
Sherman har spelat en nyckelroll i pop- och konceptkonstens ifrågasättande och omdefiniering av den konventionella bildens uppbyggnad. Om sina verk har hon sagt: "Jag försöker få folk att upptäcka en del av dem själva, snarare än mig".
Cindy Sherman har emellanåt framställts som en feministisk ideolog. Denna tolkning har hon dock själv motsatt sig och hon hävdar att hennes konst inte är gjord med någon feministisk agenda. Hon ser även en feministisk "etikett" som begränsande. Alternativt har Sherman ansetts verka utifrån en postmodernistisk konstsyn.
År 1999 belönades Sherman med Hasselbladpriset. 2016 fick hon motta det japanska kulturpriset Praemium Imperiale i kategorin måleri.